# Zicke zacke zicke zacke hoi hoi hoi
 (juillet 2023).
 (janvier 2024).
Si vous disposez d'ouvrages ou d'articles de référence ou si vous connaissez des sites web de qualité traitant du thème abordé ici, merci de compléter l'article en donnant les références utiles à sa vérifiabilité et en les liant à la section « Notes et références ».
Dans les pays germanophones, Zicke zacke zicke zacke hoi hoi hoi est un cri de guerre utilisé dans les kermesses, carnavals, ou encore dans le sport. Il sert également de chanson à boire lorsqu'un groupe consomme de l'alcool. Ce cri n'est pas l'origine du chant français « atchik atchik atchik aïe aïe aïe », ce chant vient plutôt des Cornouailles : « Oggy Oggy Oggy! Oi Oi Oi!. » Oggy est un terme d'argot désignant une pâtisserie cornouaillaise dérivé de son nom en cornique, hogen, et était utilisé par les marins locaux de Cornouailles dans toute la Cornouailles ainsi qu'au chantier naval de Devonport en référence aux vendeurs de pâtisseries qui se tiennent à l'extérieur du port.
Le cri est généralement exécuté à la manière d'un chant entre le meneur et le groupe. Le chef crie : Zicke zacke zicke zacke ! et le groupe répond : Hoi hoi hoi !. Il existe en outre des variantes lors desquelles le groupe répond : Hey, hey, hey !, Hei, hei, hei !, en allemand, hoi-hoi ou hé-hé était une exclamation des bergers pour conduire les animaux au pâturage ou à l'étable. La dérivation suivante peut être plus récente, ou une réinterprétation ultérieure et humoristique : Heu, heu, heu (foin, foin, foin) !. Cette réponse est probablement issue d'une cacographie du cri typique de soldats ; Chef : Was frisst die Kuh, was scheißt die Kuh? - Groupe : Heu, Heu, Heu! (littéralement : Chef : Que mange la vache, que chie la vache ? - Groupe : du foin, foin, foin !).
Le dicton Zicke Zacke, qui était déjà pratiqué en Prusse, est probablement l'origine de ce cri. Le Zicke Zacke, Infanterie a été mis en musique par Herms Niel en 1935 à destination de la Wehrmacht. Dans son ouvrage An diesem Dienstag (littéralement : Ce mardi), Wolfgang Borchert analyse ce cri et le désigne sous le nom de Zicke Zacke juppheidi. Schneidig ist die (deutsche) Infanterie (littéralement : Zicke Zacke juppheidi, l'Infanterie (allemande) est audacieuse - NDT : juppheidi n'a aucune signification et n'est présent dans ce titre qu'afin de permettre la rime avec Infanterie).
En 1935, le livre à destination des jeunesses hitlériennes écrit par Trude Sand fut publié sous le titre Zicke zacke Landjahr Heil! Leben, Treiben, Taten und Abenteuer der Jungen und Mädel im Landjahr (littéralement : La vie, les activités, les actions et les aventures des jeunes garçons et des jeunes filles pendant le Landjahr) (Stuttgart : Union 1935). Dans le reportage réalisé par Rudi Frohloff en juin 2006 et intitulé Heimatblatt der alten Kirchengemeinden Landsberg/Warthe Stadt und Land  (littéralement : Journal d'origine des anciennes paroisses de Landsberg an der Warthe, ville et campagne), Henri Nannen rapporte notamment que le titre de son magazine jeunesse Zick Zack, paru en 1948, rappelle l'habituel zicke zacke zicke zacke hoi hoi hoi des jeunesses hitlériennes.
Entre 1999 et 2003, ce cri a été utilisé en guise de chanson à boire dans l'émission de télévision américaine The Man Show, mettant en vedette Jimmy Kimmel et Adam Carolla, bien que ceux-ci le prononçaient « ziggy socky ziggy socky hoy hoy hoy ! ».